# Srećko Vulović
Srećko Vulović  (Perast, 15. kolovoza 1840. – Kotor, 8. studenoga 1900.) je bio hrvatski katolički svećenik, književnik, skupljač narodnog blaga i zavičajni povjesničar.

## Životopis
Rođen je u Perastu 1840. U Perastu je završio osnovnu školu. Završio je gimnaziju u Dubrovniku, a u Zadru bogoslovlje. 30. studenoga 1863. godine zaredio se u Kotoru u katedrali sv. Tripuna. Bio je svećenik u Risnu, Pokriveniku, Dobroti i Ljutoj. Bio je čuvar svetišta Gospe od Škrpjela. U srednjoj dobi otišao je na mjesto profesora i vjeroučitelja na C. K. Velegimnaziju u Kotoru, gdje je radio sve do odlaska u mirovinu 1898. godine. Umro je 10. studenoga 1900. u Perastu, gdje mu je i grob.

## Karijera
Proučavao je povijest Perasta, Kotora i cijele Boke kotorske. Napisao je mnoštvo povijesnih, kulturoloških i književnih studija i naučnih radova. U vremenima kad se u upravi i gornjim slojevima društva govorilo talijanskim, kao što su činili suvremenici Antun Kojović i Stjepan Mitrov Ljubiša, Vulović se i u govornome i u službenome obliku služio materinskim hrvatskim. Zapisivao je u peraškom narječju. Prvi je uočio tendenciju u Boki, koja od 19. stoljeća nesmiljeno traje do danas, da se uporno niječe hrvatsko ime i hrvatska kulturna baština tih krajeva otima i pripisuje baštini drugog naroda. (Srećko Vulović: Tko su bili starosjedioci Boke. Pismo prijatelju u Ameriku, Kotor, 1892.). Istražujući lokalnu povijest, Antunu Bizantiju je pripisivao rukopisnu verziju domaće predaje oko čudotvorne slike Gospe od Škrpjela. Vulović je sastavio Popis narodnih bokeških spisatelja i njihovih djela, O dopisivanju između Antona dra Bizantia, kotorskog plemića i o. Filipa Riceputi-, Bove d’oro, rukopisno djelo benediktinca Kotoranina o. Timoteja Cisilla, Izprave o navali Kairadin-paše (Barbarosse) na Kotor godine 1539, Nastavu u Boki kotorskoj. Pisao je programe C.K. Realnog i Velikog Gimnazija u Kotoru.
Napisao je povijesnu crticu Gospa od Škrpjela (povijestna crtica o čudotvornoj slici blažene Djevice od Škrpjela i njenom hramu na otočiću prema Perastu, Zadar, 1887.), novelu Pustinjak: Poviestne crtice iz Bokežkog života svršetkom prošloga i početkom našega vijeka (sastavljena od pripovijesti Fra Frane, Mrnarska kuća, Mladost plahost, Pad Serenissime, Dva srdca pod istom pločom; ) objavljenu u Zadru 1890., novelu Grilovica: historijska pripovijest iz XVI vijeka (napisao pod pseudonimom Bogomil Hrvatovski: Naklada akademijske knjižare Lava Hartmana, Zagreb, 1884.). U djelima je nerijetko inkorporirao povijesne osobe i izvore, miješajući ih i stvarajući tako svoje likove. Kao pisac iskazao se kao majstor jezika, vješt pripovjedač i dobar stilist. Prema Branku Sbutegi, Vulovićeve su novele Pustinjak i Grilovica pripovjedna proza, napisane u nesumnjivome duhu Vodopićevih djela.
Dopisivao se s Baltazarom Bogišićem. Srećko Vulović bio je i sakupljač narodnog blaga. Sakupio je razne zapise koje su napisali do danas nepoznati autori, ali i poznati, poput Ivana Antuna Nenadića čije je Prikazanje muke Jezusove pohranio u Arhiv HAZU u Zagrebu, zatim pisma Antuna Bizantija Filippu Riceputiju.

## Vanjske poveznice
Mrežna mjesta
- Vulović, Srećko Hrvatska enciklopedija
- † don Srećko Vulović, Crvena Hrvatska, 17. studenoga 1900.